# Ospedale San Giovanni di Dio (Crotone)
L'ospedale San Giovanni di Dio è l'ospedale principale della città di Crotone, con a disposizione oltre 300 posti letto. Gestito direttamente dalla ASL n°. 5 (istituita nel 1995), sorge in via Bologna, 12 di fronte allo stadio Ezio Scida.

## Storia

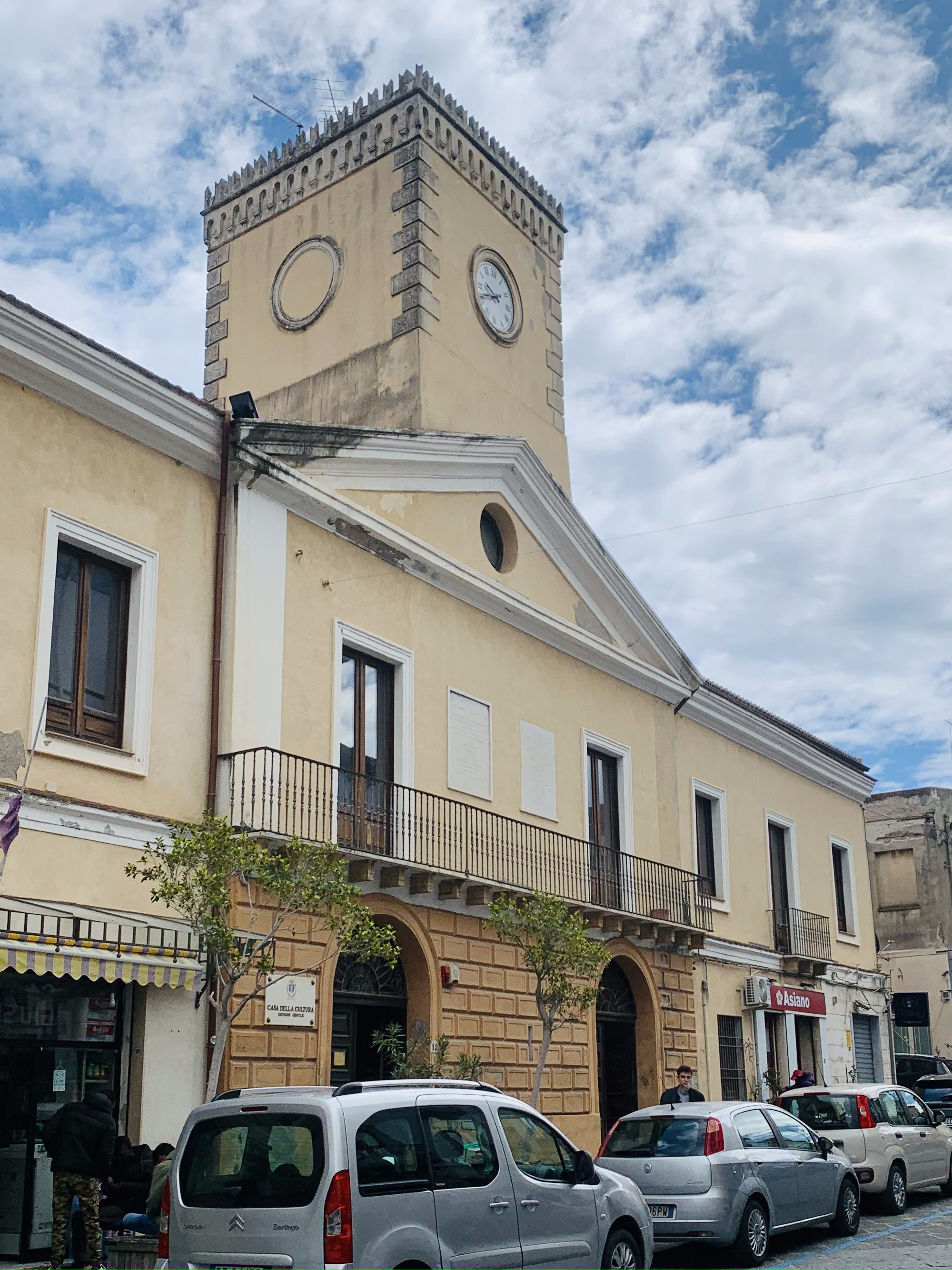
L'attuale Casa della Cultura di Crotone, ex sede del convento-ospedale dei Fatebenefratelli dal 1667 al 1798

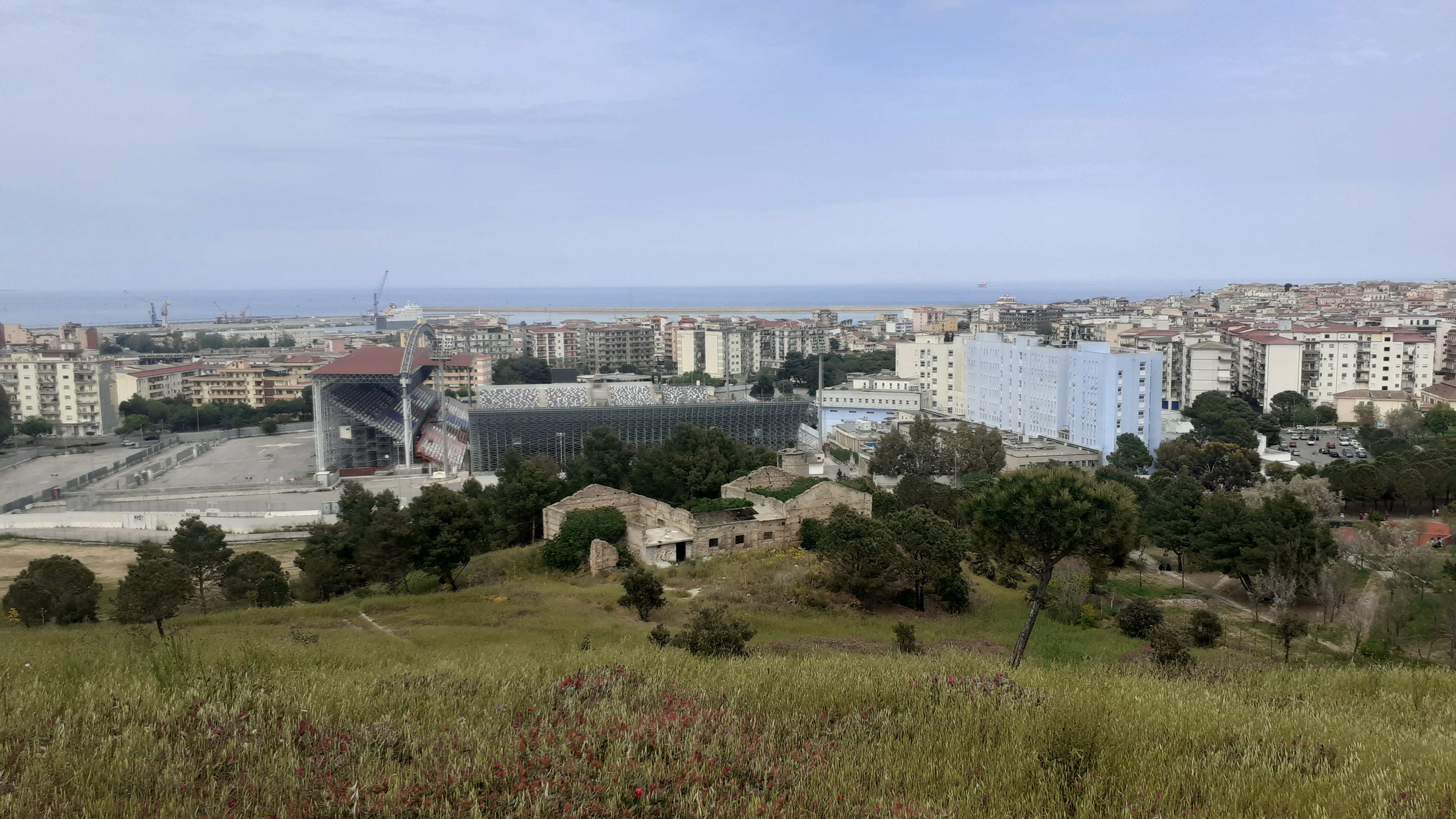
Vista dell'ospedale (a destra) e dello stadio Ezio Scida (a sinistra): la peculiare prossimità tra le due strutture permette ai degenti dei piani alti del nosocomio di seguire le partite del Crotone direttamente dalle finestre, offrendo così una particolare prospettiva che di fatto rende l'ospedale un "settore speciale" dello stadio.

La storia dell'assistenza ospedaliera a Crotone ha radici antiche che risalgono al XII secolo, quando fu documentata la presenza di un ospedale di origini medievali situato fuori dalle mura cittadine e destinato a supportare la comunità locale, gestito all'epoca dai monaci benedettini provenienti dall'abbazia di Santa Maria della Matina. Questa tradizione assistenziale evolse e si consolidò nel XVI secolo, con l'istituzione dell'ospedale oggi noto come San Giovanni di Dio: un'ulteriore traccia di struttura dedicata alla cura dei malati risale infatti alla metà del '500, in un contesto dove l'assistenza sanitaria era inizialmente orientata ai soldati spagnoli di stanza in Calabria. Verso la fine del secolo, però, emerge la necessità di istituire un luogo di ricovero per i poveri e per i pellegrini, che si sviluppa durante il vescovato di Tommaso Monti (1599-1608). A quel tempo, l'ospedale era intitolato a San Jacobo e finanziato con una rendita di circa 70-80 ducati, variabile in base alle annate. Era gestito da un sacerdote nominato dal vescovo, il quale garantiva l’assistenza spirituale per i degenti, amministrando i sacramenti e ascoltando le confessioni.
Nel 1610, sotto il vescovato di Carlo Catalani, le entrate dell'ospedale aumentano fino a circa 100 ducati annui, e l’ospedale viene dotato di una piccola chiesa situata nella parrocchia di Santa Margherita; tuttavia, questo ampliamento della struttura genera tensioni tra l'amministrazione cittadina e la Chiesa, culminando con la nomina di un rettore di fiducia da parte del vescovo, sostituendo i procuratori precedentemente eletti dalla città. Nel 1620, tramite apposito decreto, viene restaurato il diritto dell'università cittadina di gestire l’ospedale attraverso i procuratori, con il compito di amministrare le entrate e occuparsi della cura dei poveri ricoverati. Nel 1628 il vescovo Niceforo Melisseno Comneno riordina l'ospedale introducendo una congregazione chiamata della compuntione, incaricata di sostenere le attività caritatevoli: ogni venerdì i membri della congregazione si riunivano per opere di assistenza e preghiera, assicurando un’attività spirituale costante per i ricoverati. Nel 1666 l'amministrazione dell'ospedale passò ufficialmente ai Fatebenefratelli, su iniziativa del governo cittadino e con il consenso della Chiesa, che nomina frate Bonaventura Pentinachi per prendere possesso della struttura. Vennero fissate precise condizioni per la gestione: i frati dovettero garantire assistenza medica e spirituale agli ammalati, destinando parte delle entrate alla manutenzione dell’ospedale e all’acquisto di medicinali per la spezieria.
Nel corso del Settecento l'ospedale si confronta con nuove sfide: gli edifici iniziano a mostrare segni di degrado e si presentano difficoltà economiche. La presenza di una guarnigione militare e dei lavoratori impegnati nella costruzione del porto aumenta la domanda di servizi sanitari, portando l’ospedale a diventare un importante centro di assistenza per i soldati e i lavoratori locali. A fronte di questa crescente domanda, nel 1750 i Fatebenefratelli assumono un medico, Giuseppe Vitale, per garantire cure sia ai soldati che ai poveri ricoverati. Con il terremoto del 1783 e le riforme amministrative volute dal re Ferdinando IV, l’ospedale viene trasformato in una struttura laica, denominata Pio Civico Ospedale di San Giovanni di Dio, con un'organizzazione più vicina a un ospedale civile, ora gestito da un consiglio amministrativo composto da rappresentanti della città e del clero. Questa fase segna una transizione importante, con la creazione di un sistema di assistenza sanitaria più stabile e la riorganizzazione delle risorse provenienti dai beni ecclesiastici soppressi.
Negli anni del decennio francese la struttura fu ampliata grazie ai fondi residui del vecchio ospedale e di altre proprietà ecclesiastiche confiscate, anche se queste risorse si ridussero gradualmente. Nel 1831 si decide di ampliarlo utilizzando le rendite residue provenienti dai lasciti dei luoghi pii. L’ospedale, danneggiato dal terremoto dell'8 marzo 1832, viene in parte ricostruito e restaurato l’anno successivo, ma le difficoltà economiche continuano. Infine, nel maggio 1883, il vecchio ospedale viene ceduto al Comune e trasformato in casa comunale, mentre un nuovo edificio ospedaliero viene costruito fuori dal centro abitato, in via Poggio Reale, grazie anche all'intervento del barone Berlingieri. La posizione della nuova struttura fuori dal centro cittadino rifletteva il crescente bisogno di spazio e il desiderio di garantire servizi sanitari più moderni e accessibili per la popolazione in espansione.
Nella seconda metà del XX secolo, l'ospedale cittadino ha subito profonde trasformazioni per rispondere alla crescente domanda sanitaria e migliorare le infrastrutture: in particolare, negli anni successivi alla seconda guerra mondiale ha ampliato i propri reparti di base, come Chirurgia generale e Medicina interna, per supportare una popolazione in crescita. Nel 1969 la struttura assume la forma giuridica di ente ospedaliero e, nel 1972, viene inaugurata la struttura moderna sita in via Bologna. Con l’istituzione dell'ASL n. 5 nel 1995 si è aperta una nuova fase di ristrutturazione: sono stati infatti introdotti nuovi reparti specialistici, tra cui Cardiologia, Terapia intensiva e Malattie infettive, con un incremento dei posti letto e nuove aree diagnostiche avanzate.

## Reparti
- Cardiologia
- Chirurgia generale
- Geriatria
- Malattie infettive
- Malattie tropicali
- Medicina generale
- Nefrologia
- Neurologia
- Oculistica
- Ortopedia
- Traumatologia
- Ostetricia
- Ginecologia
- Otorinolaringoiatria
- Pediatria
- Psichiatria
- Terapia intensiva
- Terapia intensiva neonatale
- Unità coronarica
- Astanteria
- Neonatologia
- Oncologia
- Obitorio